# Asphondylia aucubae
Asphondylia aucubae är en tvåvingeart som beskrevs av Junichi Yukawa och Ohsaki 1988. Asphondylia aucubae ingår i släktet Asphondylia och familjen gallmyggor. Inga underarter finns listade i Catalogue of Life.